# Agrilus chrysostictus
Agrilus chrysostictus es una especie de insecto del género Agrilus, familia Buprestidae, orden Coleoptera.
Fue descrita científicamente por Klug, 1825.